# Oppertse Kerk
De Oppertse Kerk of kerk van de HH. Laurentius en Maria Magdalena was een oudkatholiek kerkgebouw in het centrum van Rotterdam. De kerk verrees na de reformatie in de vorm van een huiskapel, waarna ze uitgroeide tot een schuilkerk. Het gebouw was gelegen tussen de Oppert nr. 107 en Lange Torenstraat 20 (voorheen Slijkvaart).
De kerk is verwoest tijdens het bombardement op Rotterdam van 14 mei 1940.

## Geschiedenis
Nadat de parochiekerk van St. Laurens in 1572 in protestante handen was overgegaan, probeerden enkele priesters , onder wie Johannes Wijkraed de overgebleven parochianen bij elkaar te houden. Wijkraed zou de bijeenkomsten gehouden hebben in een voormalige leerlooierij aan de westzijde van de Oppert. Al in 1573 zouden de katholieken al eigenaar van dit pand zijn geworden. Daar werd de parochie van de HH. Laurentius en Maria Magdalena voortgezet als schuilkerk. Wijkraed ontving toestemming van het stadsbestuur om kerk te mogen houden in het gebouw, mits dit aan de straatzijde niet te merken was. Het pand droeg de naam "Het Ossenhoofd" en zou tot 1698 in gebruik zijn gebleven.

### Nieuwe schuilkerk
In 1647 was het aantal leden zo groot geworden dat men besloot tot het stichten van een nieuwe kapel in het huis Het Paradijs dat later de zelfstandige Paradijskerk werd.
Aan het einde van de 17e eeuw was het aantal leden van de Oppertse Kerk zo gegroeid dat Adriaen Wittert, een vooraanstaand lid , aan het stadsbestuur toestemming vroeg voor de uitbreiding van de Oppertse Kerk. Onder de voorwaarde dat het ook nu een schuilkerk zou betreffen, werd in 1698 toestemming gegeven door het stadsbestuur tot het bouwen van de nieuwe kerk. Op 22 juli 1698, de feestdag van Maria Magdalena, werd de eerste steen gelegd.
Het gebouw werd in gebruik genomen in 1702, maar was nog niet geheel voltooid. In 1706 liet pastoor Willibrordus Timmer de Tielse orgelbouwer Matthijs Verhofstadt komen om voor f1800,- een nieuw orgel te bouwen. Datzelfde jaar kreeg de Antwerpse beeldhouwer Willem Kerricx de opdracht om al het houtsnijwerk van altaar, kansel, communiebank en orgel te verzorgen.
In de jaren hierna werd het kerkcomplex uitgebreid met pastorie en woningen door omliggende panden te kopen.
Bij het Utrechts schisma van 1723 koos de parochie samen met haar zusterparochie van de Paradijskerk de kant van het Utrechtse kapittel, waardoor zij ging behoren tot de Oud-Bisschoppelijke Clerezie (later Oud-Katholieke Kerk van Nederland).
In 1882 werden enkele pandjes aangekocht aan de zijde van de Lange Torenstraat en werd een gevel met topkruis aangebracht waardoor het gebouw zichtbaar werd als kerkgebouw.

### Verwoesting
Bij het bombardement van 14 mei 1940 is de Oppertse kerk verloren gegaan.
Na de verwoesting van de Oppertse Kerk trok de parochie tijdelijk in bij haar zusterparochie de Paradijskerk totdat in 1951 de parochie van de Oppert een nieuwe HH. Laurentius en Maria Magdalenakerk liet bouwen aan de Nobelstraat.

## Interieur
De schuilkerk had de vorm van een zaalkerk met galerijen. Centraal in het zicht lag het portiekaltaar met een voorstelling uit het leven van Laurentius van de hand van François Marot. 
Aan weerszijden van het hoofdaltaar stonden zijaltaren, links een ter ere van Maria en rechts een ter ere van Jozef.
Onder de galerijen stonden langs de wanden gesloten banken met lambriseering. Langs de wanden waren beelden aangebracht van de heiligen Jacobus, Bonifatius, Odulfus, Adelbertus, Werenfridus, Fredericus, Willibrordus, Johannes de Doper, Antonius, Anna en Margaretha.
Centraal in de kerk stond de rijkversierde eikenhouten kansel, die samen met de altaarwand, de communiebank en de beelden vervaardigd zijn door de Antwerpse beeldhouwer Willem Kerricx.
Aan de wand tegenover het altaar waren twee galerijen boven elkaar gelegen. Op de bovenste galerij stond het kerkorgel.

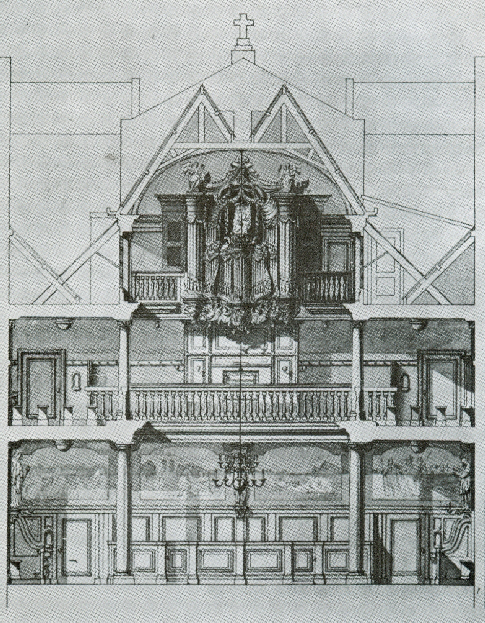
Doorsnede naar pentekening van architect J. Verheul Dzn.